# دبليو دبليو إف راسملمنيا إكس8
دبليو دبليو إف راسلمنيا إكس8 (بالإنجليزية: WWF WrestleMania X8)‏ ، هي لعبة فيديو إلكترونية من نوع رياضة المصارعة الحرة، أنتجت سنة 2002م.